# ايمي مورتون
ايمي مورتون (بالإنجليزية: Amy Morton)‏ هي ممثلة أمريكية بدأت مسيرتها الفنية عام 1983.

## وصلات خارجية
- ايمي مورتون على موقع IMDb (الإنجليزية)
- ايمي مورتون على موقع قاعدة بيانات برودواي على الإنترنت (الإنجليزية)
- ايمي مورتون على موقع قاعدة بيانات الفيلم (الإنجليزية)